# Grand Prix de Plouay-Bretagne
Der Grand Prix de Plouay-Bretagne ist ein Eintagesrennen für Frauen, das seit 1998 jährlich im französischen Ort Plouay (Bretagne) ausgetragen wird. Die genaue Bezeichnung des Rennens hat in der Vergangenheit des Öfteren gewechselt, je nach Sponsoren erschien es im Rennkalender zunächst als Grand Prix de Plouay féminin (bis 2007), dann Grand Prix de Plouay-Bretagne (2008–2016). Danach wechselte die Bezeichnung fast jedes Jahr, seit 2022 lautet sie Classic Lorient Agglomération - Trophée Ceratizit.
Das Rennen war Teil des Rad-Weltcups der Frauen und wurde im Jahr 2016 in den Kalender der neu eingeführten UCI Women’s WorldTour aufgenommen.
Das Rennen wird zusammen mit zahlreichen anderen Radsportwettbewerben im Rahmen der Fêtes de Plouay, darunter dem World Tour-Rennen Grand Prix Ouest France, veranstaltet. Seit 2022 gehört auch ein Rennen für Juniorinnen unter dem Namen Grand Prix Ceratizit Women Junior zum Programm.

## Palmarès
| Jahr                                                       | Sieger               | Zweiter                | Dritter                |
| ---------------------------------------------------------- | -------------------- | ---------------------- | ---------------------- |
| Grand Prix de Plouay féminin                               |                      |                        |                        |
| 1999                                                       | Anna Wilson          | Hanka Kupfernagel      | Tracey Gaudry          |
| 2000                                                       | Diana Žiliūtė        | Pia Sundstedt          | Mirjam Melchers        |
| 2001                                                       | Anna Millward        | Mirjam Melchers        | Susanne Ljungskog      |
| 2002                                                       | Regina Schleicher    | Petra Rossner          | Susanne Ljungskog      |
| 2003                                                       | Nicole Cooke         | Judith Arndt           | Mirjam Melchers        |
| 2004                                                       | Edita Pučinskaitė    | Mirjam Melchers        | Oenone Wood            |
| 2005                                                       | Noemi Cantele        | Edita Pučinskaitė      | Monica Holler          |
| 2006                                                       | Nicole Brändli       | Giorgia Bronzini       | Nicole Cooke           |
| 2007                                                       | Noemi Cantele        | Nicole Cooke           | Marta Bastianelli      |
| Grand Prix de Plouay-Bretagne                              |                      |                        |                        |
| 2008                                                       | Fabiana Luperini     | Luise Keller           | Suzanne de Goede       |
| 2009                                                       | Emma Pooley          | Marianne Vos           | Emma Johansson         |
| 2010                                                       | Emma Pooley          | Marianne Vos           | Emma Johansson         |
| 2011                                                       | Annemiek van Vleuten | Evelyn Stevens         | Marianne Vos           |
| 2012                                                       | Marianne Vos         | Tiffany Cromwell       | Elisa Longo Borghini   |
| 2013                                                       | Marianne Vos         | Emma Johansson         | Anna van der Breggen   |
| 2014                                                       | Lucinda Brand        | Marianne Vos           | Pauline Ferrand-Prévot |
| 2015                                                       | Lizzie Armitstead    | Emma Johansson         | Pauline Ferrand-Prévot |
| 2016                                                       | Eugenia Bujak        | Elena Cecchini         | Joëlle Numainville     |
| Grand Prix de Plouay-Lorient Agglomération                 |                      |                        |                        |
| 2017                                                       | Lizzie Deignan       | Pauline Ferrand-Prévot | Sarah Roy              |
| Grand Prix de Plouay - Lorient Agglomération - Trophée WNT |                      |                        |                        |
| 2018                                                       | Amy Pieters          | Marianne Vos           | Coryn Rivera           |
| 2019                                                       | Anna van der Breggen | Coryn Rivera           | Amy Pieters            |
| 2020                                                       | Lizzie Deignan       | Elizabeth Banks        | Chiara Consonni        |
| Grand Prix Lorient Agglomération - Trophée Ceratizit       |                      |                        |                        |
| 2021                                                       | Elisa Longo Borghini | Gladys Verhulst-Wild   | Kristen Faulkner       |
| Classic Lorient Agglomération - Trophée Ceratizit          |                      |                        |                        |
| 2022                                                       | Mavi García          | Amber Kraak            | Grace Brown            |
| 2023                                                       | Mischa Bredewold     | Marta Lach             | Sofia Bertizzolo       |
| 2024                                                       | Mischa Bredewold     | Chloé Dygert           | Liane Lippert          |
| 2025                                                       |                      |                        |                        |